# Lates macrophthalmus
Lates macrophthalmus is een straalvinnige vissensoort uit de familie van de reuzenbaarzen (Latidae). De wetenschappelijke naam van de soort is voor het eerst geldig gepubliceerd in 1929 door Worthington.